# Эль-Мелали, Фарид
Фари́д Эль-Мелали́ (араб. فريد الملالي‎; род. 5 мая 1997, Блида) — алжирский футболист, нападающий французского клуба «Анже». Выступал за сборную Алжира.

## Клубная карьера
Родился 5 мая 1997 года в городе Блида.
С 2013 по 2015 год занимался в академии алжирского клуба «Параду». В сезоне 2015/16 Эль-Мелали начал выступать за основной состав команды во Второй лиге Алжира. В следующем сезоне «Параду» удалось победить во втором дивизионе и выйти в чемпионат Алжира. Дебют в чемпионате страны для Фарида Эль-Мелали состоялся 26 августа 2017 года в матче против УСМ Алжир (1:2).
Летом 2018 года подписал контракт с французским «Анже». Во французском чемпионате алжирец дебютировал 25 августа 2018 года в матче против «Пари Сен-Жермена» (1:3). В мае 2020 года продлил контракт с клубом на три года.

## Карьера в сборной
В составе национальной сборной Алжира дебютировал 18 августа 2017 года в матче отбора на чемпионат африканских наций 2018 года против Ливии (1:1). В 2018 году принял участие в двух товарищеских играх против Танзании (4:1) и Ирана (1:2).

## Достижения
«Параду»
- Победитель Второй лиги Алжира: 2016/17

## Личная жизнь
В мае 2020 года французская полиция арестовала Фарида Эль-Мелали за публичную мастурбацию. Соседи футболиста, заметили его мастурбирующим во дворе своего дома, наблюдая за женщиной с первого этажа. Эль-Мелали признался в содеянном. После огласки футболист извинился за своё поведение, написав на своей странице в Instagram: «Последние несколько дней были тяжёлыми для меня — как психологически, так и физически. Трудно справиться с критикой и осуждением. Я понимаю, что люди, которые узнали об этом, не могут терпеть такого поведения». Муниципальный суд французского Анже в итоге приговорил алжирца к 18 месяцам лишения свободы условно. Обязав его при этом посещать психиатра и выплатить штраф в размере 2000 евро.

## Статистика
| Сезон   | Клуб   | Лига               | Чемпионат | Чемпионат | Кубок | Кубок |
| Сезон   | Клуб   | Лига               | Игры      | Голы      | Игры  | Голы  |
| ------- | ------ | ------------------ | --------- | --------- | ----- | ----- |
| 2015/16 | Параду | Вторая лига Алжира | 6         | 0         | 1     | 0     |
| 2016/17 | Параду | Вторая лига Алжира | 15        | 4         |       |       |
| 2017/18 | Параду | Чемпионат Алжира   | 24        | 4         |       |       |
| 2018/19 | Анже   | Чемпионат Франции  | 18        | 0         |       |       |
| 2019/20 | Анже   | Чемпионат Франции  | 8         | 3         | 3     | 2     |
| 2020/21 | Анже   | Чемпионат Франции  | 3         | 0         |       |       |